# John Taylor (biskop)
John Edward Taylor, född 15 november 1914 i East St. Louis i Illinois i USA, död 9 september 1976 i Stockholm, var en amerikansk-svensk romersk-katolsk biskop och ordenspräst (oblatfäderna), verksam i Sverige. 
John Taylor biskopsvigdes av Bruno Bernard Heim i Blå hallen i Stockholm 1962. Han efterträddes 1977 av Hubertus Brandenburg som Romersk-katolska kyrkans svenska biskop. Taylor blev den tredje romersk-katolske stiftsbiskopen av Stockholm.